# 勒门列岛
勒门列岛，又名四屿列岛，是位于粤东南澳岛东南方3.9公里至8.4公里处海域的群岛，由乌屿、平屿、赤屿、白颈屿四个岛屿和众多礁石组成，面积0.126平方公里，是广东南澳候鸟省级自然保护区的核心区域，有“候鸟天堂”“海鸟王国”之称。

## 历史
“勒门列岛”的得名相传与宋帝昺有关。宋朝末年，元兵南下，丞相陆秀夫等护宋少帝退至南澳岛，传说元兵欲进攻上岛，南澳岛周围的几个小岛有如神助般逐渐向南澳岛靠拢，形成数条水道，如同一个个门户，阻挡进攻船只。后人就将这些岛屿称为“勒门列岛”。
勒门列岛因地形陡峭、暗礁密布，人迹罕至，加上附近水热充足，非常有利于鸟类栖息与繁殖，夏季曾有上万只候鸟群居此地，1990年1月，勒门列岛一带划入广东南澳候鸟省级自然保护区之后，经过多年植被补植改造、生态修复，已成为岩鹭、褐翅燕鸥、粉红燕鸥、黑枕燕鸥、黑叉尾海燕、大凤头燕鸥等多种珍稀海候鸟的聚居地。其中面积仅有0.04平方公里的赤屿岛，于每年6月至9月，每日数以万计的鸟类盘旋云集，在此休憩生息，又被称为“鸟岛”。